# Francisco Almagro
Francisco Almagro Herrera (Pegalajar, (Jaén), 9 de mayo de 1911-2 de marzo de 2007), fue un poeta, letrista y melodista español.

## Biografía
Francisco Almagro Herrera nació en Pegalajar (Jaén) el 9 de mayo de 1911 y falleció en Pegalajar, el 2 de marzo de 2007. Siendo el mayor de 10 hermanos, desde pequeño tuvo que ayudar a sus padres, que tenían un pequeño negocio de esparto labrado, tienda de comestibles y taberna en el conocido barrio pegalajeño del  'El Romeral'. De ahí que sólo pudiera asistir a la escuela primaria menos de dos años. Sus padres en lugar de juguetes le compraron un libro de gramática y otro de aritmética.  Con posterioridad estudió, por correspondencia, el "cálculo mercantil".
Desde pequeño tuvo que llevar las cuentas del negocio familiar. La complejidad de los negocios de su padre le obligó a instruirse en la redacción de recibos y en la extensión de documentos, tales como contratos de compra-venta, letras de cambio, pagarés y otros escritos comerciales. Además desempeñó múltiples oficios como panadero, tendero, e incluso hasta maestro de escuela (tanto en Pegalajar como en Torredonjimeno, a donde se trasladaron sus padres en 1931).
En diciembre de 1932 ingresó en el Ejército, siendo destinado a las Oficinas de Mayoría del Parque de Intendencia de Madrid como escribiente. Después, a petición propia, fue trasladado al Depósito de Intendencia de Campamento (Carabanchel Alto). Pasados varios meses en este empleo, fue ascendido a Soldado de 1.ª y nombrado Jefe del Destacamento. Por esta razón decidió reengancharse en el ejército; ejército del que formaba parte el 18 de julio de 1936, día en que estalló la guerra civil española. 
Finalizada la guerra y tras una estancia corta en Pegalajar, volvió nuevamente a Madrid. Después de algún tiempo pudo encontrar un empleo de mozo de almacén en la empresa que suministraba las prisiones. Allí llegó a ocupar el cargo de delegado, siendo destinado por la referida empresa a Alcalá de Henares. En esta localidad madrileña permaneció hasta el año 1946, fecha en que el Ministerio de Justicia se encargó de suministrar directamente los Establecimientos Penitenciarios.
Deambuló por varios empleos hasta que ingresó en los Almacenes Capitol (Gran Vía de Madrid) como auxiliar ayudante de inventarios, pasando al poco tiempo a ocupar el cargo de jefe de sección. Ascendiendo a jefe administrativo, montó la sección de plazos, de la que también fue nombrado jefe. Próximo a cumplir los 20 años de servicio en esta Empresa, antes de ser traspasada a una nueva firma, fue nombrado director administrativo apoderado.
En Madrid permaneció hasta 1990, año en el que fijó su residencia en Jaén. Finalmente reside en su pueblo natal (Pegalajar).

## Carrera
La primera canción que compuso Francisco Almagro fue un pasodoble a su pueblo, en colaboración con su paisano Juan Antonio Chica (ya fallecido), gran compositor y Director del Conservatorio de Música de Córdoba. Este pasodoble es el actual himno de Pegalajar. También con Juan Antonio Chica compuso las bulerías tituladas "Mi Carmela", una de las primeras canciones que grabó en disco Juanito Valderrama.
Es autor de las canciones que grabó el intérprete de la canción española Juanito Campos, consagrándose como artista del género con el pasodoble "Carita de Nieve". Ingresó en la "Sociedad General de Autores" el 18 de julio de 1936 (día que comenzó la guerra civil española), figurando en el escalafón de la misma con el número 401.
Para Pepe Mairena compuso varias canciones que le consagraron y le dieron mucho éxito: "Mi perrita pequinesa", "Mi ovejita Lucera", "Mi toro Nevao", "La tortuguita" y otras que, junto a éstas, han sido después interpretadas y grabadas por otros artistas y conjuntos musicales.
Es autor del pasodoble "El Cordobés", grabado por Manolo Lopera, así como por Gonzalo González, Rosita Ferrer y Emilio el Moro.
Entre los muchos artistas y conjuntos musicales que han interpretado y grabado las canciones de Francisco Almagro figuran, además, de los ya citados, Amalia de Granada, Alfredo Graus, Tomás de Antequera, Andrés Caparrós, Antonio Machín, Julio Montes, Roberto Rey, Gregorio del Río, José Rives, Los Xeis, Miguel de los Reyes, Luisa Linares y los Galindos, Manolito Díaz, Rosa Morena, Los Hermanos Quesada, Manolo Escobar, Pablo del Río, El Fary, y algunos más.
Además del pasodoble "El Cordobés", ha compuesto Francisco Almagro hasta un total de 18 pasodobles torreros, entre los que figuran "Palomo Linares", "Miguel Ortas", "Gregorio Sánchez", "El Viti", "Curro Romero", "Antonio Bienvenida", "Espartaco", "Caballo Campero" y otros.
También ha compuesto el "Himno del Aceite", grabado por el conjunto músico-vocal "Panaceite" y los alumnos del Colegio "José Plata" de Mengíbar, junto a sus padres y maestros.
El que más canciones de Francisco Almagro ha interpretado y grabado en discos ha sido Manolo Escobar, algunas de ellas incluidas en sus películas. Los títulos más sobresalientes han sido: "Espigas y Amapolas", "¡Ay que llueve!", "La Campanita", "Mi Valdepeñas", "Caminito de Jaén", "Espada de Luna", "No te pongas colorá", "Viva Almería", "Martirio Amargo", "En el Madroñal", "Hasta luego", "¿Cuándo te vas?", "¡Guapa!", "Campanita de cristal", "¡Ay Tormento!", "Torbellino de Amor", "Moritas Verdes", "Que me lo quiten todo", "Jugando al Amor", "La Espera", "Sobran las Palabras" y otras.
También compuso una letra para el himno nacional de España "La Marcha Real", enviada a su Majestad el Rey, al Presidente del Gobierno y al tenor español Plácido Domingo.
La denominación de Francisco Almagro, como autor, es de letrista-melodista. Pues, aunque oficialmente figura, en el registro de sus obras, como letrista, es autor también de la melodía.